# Syllabaire chypriote
Cette page contient des caractères spéciaux ou non latins. S’ils s’affichent mal (▯, ?, etc.), consultez la page d’aide Unicode.

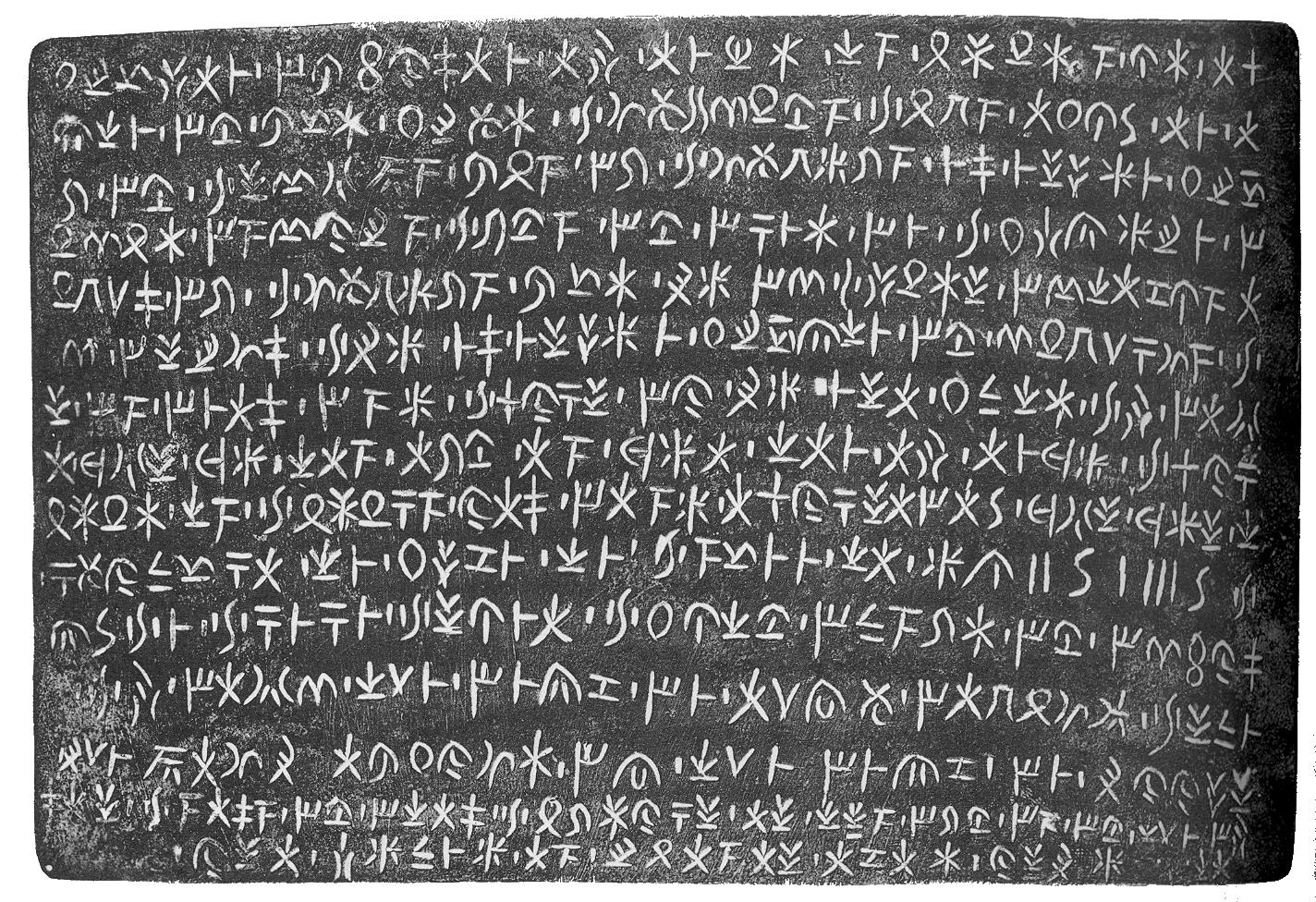
Tablette d'Idalion en bronze,, Idalion, Chypre

Le syllabaire chypriote (ou syllabaire cypriote) est une écriture syllabique de l'âge du fer en usage dans l'île de Chypre du XIe siècle av. J.-C. au IVe siècle av. J.-C. environ. Il fut alors remplacé par l'alphabet grec, changement principalement dû au roi Évagoras Ier de Salamine. Il est dérivé du syllabaire chypro-minoen, lui-même une variante du linéaire A. La plupart des textes qui utilisent cette écriture transcrivent le dialecte grec arcadochypriote mais certaines inscriptions bilingues en grec et en étéochypriote ont été retrouvées à Amathonte.

## Origine
On a établi que le syllabaire chypriote dérive de l'écriture linéaire A et très probablement du système d'écriture minoen. Le changement le plus apparent est la disparition des idéogrammes, lesquels représentaient une partie significative du linéaire A. Les inscriptions les plus anciennes ont été trouvées sur des tablettes d'argile et, de même que pour le cunéiforme, les signes évoluèrent vers des motifs linéaires. Une influence sémitique due au commerce est manifeste mais cette évolution semble résulter de l'usage courant.

## Structure
La structure du syllabaire chypriote est très semblable à celle du linéaire B, en raison d'une origine et d'une langue communes (bien que les dialectes soient différents). L'écriture utilise 56 signes. Chacun représente généralement une syllabe de la langue, par exemple ka, ke, ki, ko, ku, etc. On le classe donc dans les systèmes d'écritures syllabiques. Comme chaque signe représente une syllabe ouverte (CV) au lieu d'une syllabe fermée (CVC), le syllabaire chypriote est aussi un syllabaire « ouvert ».
|             | -a | -e | -i | -o | -u |
| ----------- | -- | -- | -- | -- | -- |
|             | 𐠀  | 𐠁  | 𐠂  | 𐠃  | 𐠄  |
| w-          | 𐠲  | 𐠳  | 𐠴  | 𐠵  |    |
| z-          | 𐠼  |    |    |    |    |
| j-          | 𐠅  |    |    | 𐠈  |    |
| k-, g-, kh- | 𐠊  | 𐠋  | 𐠌  | 𐠍  | 𐠎  |
| l-          | 𐠏  | 𐠐  | 𐠑  | 𐠒  | 𐠓  |
| m-          | 𐠔  | 𐠕  | 𐠖  | 𐠗  | 𐠘  |
| n-          | 𐠙  | 𐠚  | 𐠛  | 𐠜  | 𐠝  |
| ks-         | 𐠷  | 𐠸  |    | 𐠿  |    |
| p-, b-, ph- | 𐠞  | 𐠟  | 𐠠  | 𐠡  | 𐠢  |
| r-          | 𐠣  | 𐠤  | 𐠥  | 𐠦  | 𐠧  |
| s-          | 𐠨  | 𐠩  | 𐠪  | 𐠫  | 𐠬  |
| t-, d-, th- | 𐠭  | 𐠮  | 𐠯  | 𐠰  | 𐠱  |

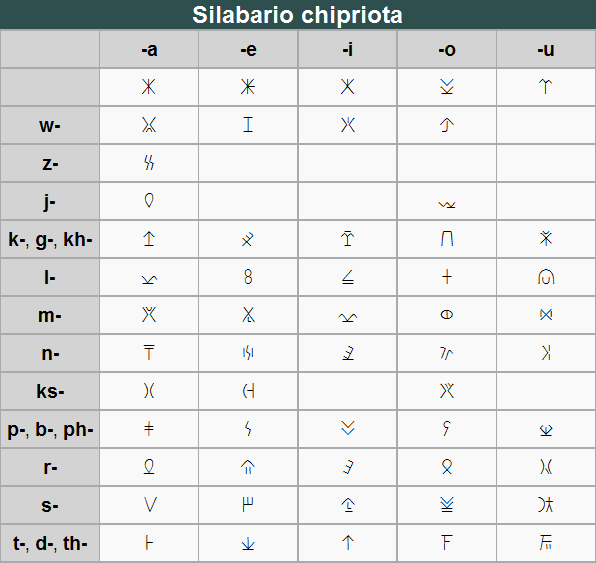

La visualisation des caractères ci-dessus demande l'installation préalable d'une fonte compatible et votre navigateur web doit supporter les caractères Unicode de U+10800 à U+1083F.

### Différences entre le syllabaire chypriote et le linéaire B
La principale différence entre ces deux écritures ne tient pas à leur structure mais à l'utilisation des symboles. Les consonnes finales du syllabaire chypriote sont notées en les faisant suivre d'un e muet. Par exemple, les consonnes finales n, s et r sont notées ne, re et se. Les groupes de consonnes sont notés en insérant des voyelles supplémentaires. Les diphtongues, comme ai, au, eu et ei, sont épelées complètement. De plus, les consonnes occlusives se produisant avant une autre consonne sont omises. On peut comparer le linéaire B 𐀀𐀵𐀫𐀦 (a-to-ro-qo) au chypriote 𐠀𐠰𐠦𐠡𐠩 (a-to-ro-po-se), deux formes du mot ἄνθρωπος (anthrōpos) « être humain ». Une autre différence mineure tient à la différenciation des modes d'articulation. En linéaire B, les consonnes liquides /l/ et /r/ sont couvertes par une unique série de signes, alors que dans le syllabaire chypriote, /d/ et /t/ sont confondus mais /l/ et /r/ sont distincts.

### Paléographie
Il existe des différences mineures entre les formes des signes employés sur les différents sites. Cependant, le syllabaire peut être subdivisé en deux sous-types différents selon leur localisation : le « commun » et le « paphien », du sud-ouest, mais aucune analyse de ces différences n'a encore été développée.

## Déchiffrement
L'écriture a été déchiffrée au XIXe siècle par George Smith grâce à une inscription bilingue phénicienne-chypriote trouvée à Idalion. L'égyptologue Samuel Birch (1872), le numismate Johannes Brandis (1873), les philologues Moritz Schmidt (de), Wilhelm Deecke, Justus Siegismund (1874) et le linguiste H. L. Ahrens (1876) contribuèrent également à ce déchiffrement.
Un millier d'inscriptions rédigées avec le syllabaire chypriote ont été découvertes dans de nombreuses régions mais leur longueur est très variable. La plupart datent des environs du VIIIe siècle av. J.-C. et proviennent de monuments funéraires, ne contenant d'autre information que le nom du mort. Quelques inscriptions dédicatoires ont pu fournir une grande aide au déchiffrement. Les tablettes les plus importantes se situaient à Enkomi et à Paphos.

### Enkomi
La plus ancienne inscription trouvée à Chypre a été découverte à Enkomi en 1955. Il s'agissait d'une épaisse tablette d'argile ne comprenant que trois lignes d'écriture. Bien que cette écriture soit au moins pour partie distincte des autres systèmes d'écriture grecs, les épigraphistes y détectèrent immédiatement des ressemblances. Les linguistes déterminèrent que l'écriture trouvée sur ces tablettes dérivait du linéaire A et non du linéaire B en raison de la date du fragment, estimée aux alentours de 1500 av. J.-C., bien avant l'apparition du linéaire B. D'autres fragments de tablettes d'argile furent également trouvées à Enkomi, qui datent de la fin du XIIIe siècle av. J.-C. ou du XIIe siècle av. J.-C. L'écriture sur ces tablettes avait considérablement évolué et les signes étaient devenus de simples motifs linéaires. Les linguistes baptisèrent cette nouvelle écriture le syllabaire chypro-minoen.

### Idalion
Idalion était une ancienne cité de Chypre, située sur l'emplacement de l'actuelle Dali dans le district de Nicosie. La ville avait été fondée au IIIe millénaire av. J.-C. Son nom au VIIIe siècle av. J.-C. était « Ed-di-al » ainsi qu'il apparaît sur la stèle de Sargon de 707 av. J.-C. Les archéologues ont trouvé de nombreux exemples d'écriture syllabique chypriote. Idalion a de ce fait apporté la plus importante contribution au déchiffrement du syllabaire chypriote : la tablette d'Idalion. Il s'agit d'une grande tablette de bronze couverte de longues inscriptions des deux côtés, datée d'environ 480-470 av. J.-C. Hormis quelques particularités morphologiques et de vocabulaire, ce texte constitue un document complet et bien compris. Il contient les détails d'un contrat passé entre le roi Stasicyprus et la ville d'Idalion, et le médecin Onasilus et ses frères. En échange des soins apportés par les médecins aux soldats blessés pendant le siège de la ville par les Perses, le roi promettait de leur céder certains terrains. Cet arrangement était placé sous la protection de la déesse Athéna.

### Découvertes récentes
Les découvertes récentes comprennent un petit vase du début du Ve siècle av. J.-C. et un fragment de marbre brisé en écriture paphienne. Les deux faces du vase contiennent deux listes de noms de personnes apparemment grecques. Le fragment de marbre décrit partiellement un vœu. Cette inscription mentionne souvent le roi Nicocles, dernier roi de Paphos, et contient des mots et des expressions d'une grande importance.
Le nombre de découvertes de nouvelles inscriptions augmente mais, malheureusement, la plupart ne contiennent pas ou peu de signes, par exemple une petite boule d'argile.

## Unicode
Le syllabaire chypriote a été ajouté au standard Unicode en avril 2003 avec la version 4.0.

Le bloc Unicode pour le chypriote est U+10800–U+1083F. 

Le bloc Unicode des nombres égéens associés est U+10100–U+1013F.